# ダラム・ロー・スクール

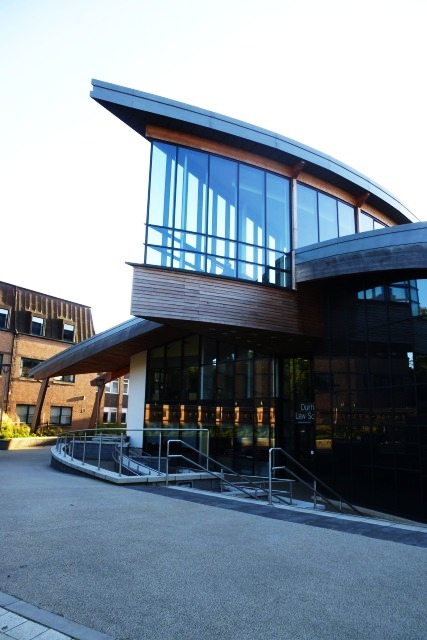
ダラム・ロー・スクール

ダラム・ロー・スクール（Durham Law School）は、 イギリスのダラムにあるダラム大学が運営するロースクールであり、国内外で非常に高い評価を受けている。

## 著名な関係者
- レオ・ブレア - 元英国首相トニー・ブレアの父。ダラム大学法学部レクチャラー。
- モー・モーラム - ベルファスト合意当時の北アイルランド大臣で、労働党の国会議員。